# Història de Surinam
La història de Surinam és el compendi de fets que van forjar Surinam, el país més petit d'Amèrica del Sud, un país que va presenciar a les seves terres el sorgiment de l'agricultura, colònies de diversos països europeus i la formació del seu idioma propi, el surinamès. Un país que en l'actualitat està conformat per grups ètnics dels cinc continents, el que ha generat un mestissatge únic a la regió, a més d'interessant.

## Època precolonial
Les primeres cultures se suposen situades en el que en l'actualitat és Sipaliwini, atès que s'han trobat nombrosos objectes de pedra com fletxes, puntes lítiques, destrals de mà i ganivets usats per caçadors en el Paleolític Superior, al voltant del desè mil·lenni abans de Crist. En el VI mil·lenni a.C., algunes poblacions al llarg del riu Amazones van desenvolupar el cultiu, el que els va permetre créixer i mobilitzar-se en recerca de noves terres de cultiu. A l'est de Manaus (Brasil) es van establir els tupís a la rodalia del riu Amazones; altres grups van emigrar al llarg de l'Orinoco fins a arribar a la costa atlàntica. Alguns grups com els arawaks, es van establir al voltant del Delta de l'Orinoco, en la plana costanera de Guyana, on van desenvolupar mètodes de cultiu propis, a més d'algunes construccions. Més tard, els caribs van arribar i van conquerir als arawaks usant els seus vaixells de vela, constituint-se com les dues tribus més grans de la regió. L'enemistat de tots dos va romandre fins a l'arribada dels europeus. Els caribs es van instal·lar a la desembocadura del riu Marowijne (el que avui és Galibi), i mentre aquestes dues grans tribus vivien a la costa i a la sabana, grups més petits de pobles indígenes vivien a la selva tropical de l'interior, com els akurio, Trio, Wayarekule, Warao, i Wayana. Entre les llengües que es van desenvolupar en aquesta època hi ha l'arawak lokono i el Mawayana.

## Primers europeus
Cristòfor Colom va albirar la zona el 1498, però no va ser fins al 1593 quan exploradors espanyols van tornar a l'àrea, anomenada ja Surinam, ja que era habitat pels "surinen", un grup taíno. Durant la primera meitat del segle xvii hi va haver intents fracassats d'espanyols, britànics, francesos i holandesos d'instal·lar-se en el territori, en gran part a causa de la resistència dels nadius, trencant aquesta resistència el 1651, quan el britànic Francis Willoughby va establir una avançada en el que és actualment Paramaribo.

## Època colonial
Els holandesos van començar a explorar i a instal·lar-se a la Guaiana a la fi del segle xvi, seguits pels anglesos. Tots dos van començar a comerciar amb els pobles amerindis. Els primers visitants europeus van ser comerciants holandesos, però les primeres colònies van ser instal·lades per anglesos, els quals van portar esclaus per treballar en les seves plantacions. Impulsats per la llegenda d'El Dorado, La Companyia Holandesa de les Índies Occidentals va establir una fortalesa a Kyk-over-al el 1616, el que va ser el primer fort de les Guaianes, que llavors comprenia tres colònies: Demerara, Berbice i  Essequibo. El 1667 els britànics van canviar la seva part de Surinam per Nova Amsterdam, actual Nova York pel tractat de Breda.
Temptatives d'assentar-se a l'interior del país van fracassar, i els europeus es van establir a la costa on van crear plantacions treballades per esclaus africans. Al segle xix Surinam va quedar definitivament sota control holandès, amb excepció de dos períodes de domini britànic entre 1799 i 1802, i entre 1804 i 1816.
El 1863 les colònies holandeses van abolir l'esclavitud, sent aquesta mà d'obra reemplaçada pel treball d'immigrants indis, javanesos i xinesos. Aquest canvi va fer encara més complexa l'estructura ètnica nacional, amb una majoria de població índia aferrada a les seves tradicions culturals. Els criolls descendents d'esclaus, els javanesos, els negres cimarrons, els indis americans i una petita minoria europea completaven el ventall surinamès.
Les diferències ètniques, culturals i lingüístiques han estat factors crucials en la dificultat del sorgiment d'una consciència nacional. Els criolls, reunits al Nationale Partij Kombinatie (NPK), actual Partit Nacional de Surinam, van lluitar per la independència a partir de la Segona Guerra Mundial. El Vatan Hitkarie de Jagernath Lachmon, actual Partit Progressista de la Reforma, que expressa els interessos de la població índia, composta en gran part per comerciants i empresaris, va intentar per la seva part postergar-la.
A l'octubre de 1973 els independentistes van guanyar les eleccions legislatives i Henck Arron, líder del Partit Nacional de Surinam (NPS), es va convertir en primer ministre del govern local, que des de 1954 ja tenia cert grau d'autonomia.

## Surinam independent
Finalment, el 25 de novembre de 1975 és declarada formalment la independència de Surinam dels Països Baixos. Aquest mateix dia el congrés es va reunir i va nomenar com a president a l'anterior governador,  Johan Henry Eliza Ferrier i a Henck Arron com a primer ministre. Després de la independència, Surinam va viure una migració d'almenys una tercera part de la població que conservava la seva nacionalitat holandesa a la vella metròpoli. El 1977 el  NPS es feia amb la majoria al parlament i era refutat Arron en el càrrec. Durant aquesta època les companyies multinacionals Suralco i Billiton van monopolitzar la indústria de la Bauxita (únic producte exportable) i de fet tota l'economia del país, el que va ocasionar una elevada corrupció i un fort endeutament extern.
La crisi econòmica que va viure Surinam el 1979, va motivar el 25 de febrer de 1980 un cop d'estat dirigit per  Desiré Bouterse i un altre grup de militars anomenat "El cop dels Sergents" que va aconseguir fer caure Arron del poder. Ferrier, que es negava a abandonar el lloc, va nomenar Primer Ministre a l'independent Hendrick Chin A Sen del Partit Nacionalista Republicà (PRN).
La pressió militar obligà a renunciar a Ferrier el 15 d'agost de 1980, llavors es formà un Consell Nacional Militar, el líder Bouterse, va mantenir Chin A Sen com a Primer Ministre. Les discrepàncies existents entre la idea socialista d'estil cubà de Bouterse i la democràtica que tenia la base en la celebració d'eleccions lliures, van motivar una separació entre les dues figures, que acabaria amb la renúncia el 4 de febrer de 1982 i l'exili de Chin A Sen. El consell Militar nomenaria llavors al president del congrés, Ramdat Misier com a president provisional.
El 15 de desembre de 1982 són capturats i assassinats 14 líders opositors al règim al Fort Zeeland, fet conegut com Els Assassinats de Desembre. El 1983 es declarà l'estat d'alarma i s'aplicà la llei marcial. Els Països Baixos van suspendre la seva ajuda al país i Surinam va tancar la seva missió diplomàtica a Cuba. Les protestes de les centrals sindicals van obligar el consell a formar un nou govern amb Errol Alibux com a primer ministre. Al sud i a l'est del país esclatarien les guerrilles dirigides per Ronnie Brunswijk i recolzades pels Països Baixos.
Les protestes empitjoraven el 1985, permetent novament els partits polítics, però això el que va fer va ser fomentar el malestar popular, encoratjat ara pels líders opositors que exigien la restitució de l'ordre constitucional. El 1986 la guerrilla havia guanyat terreny i s'acostaven a Paramaribo. Les organitzacions sindicals i de treballadors va cridar a una aturada nacional i noves protestes que van detenir per complet al país. Al desembre el gabinet executiu va renunciar en senyal de protesta i pel març de 1987 es va aprovar una nova constitució per obrir pas a una transició democràtica. Els principals partits d'oposició van formar una gran coalició democràtica sota el nom Front per la Democràcia i pel Desenvolupament el líder, Ramsewak Shankar era escollit primer president democràtic des de la independència en les eleccions del 25 de novembre de 1987.
Shankar va assumir la prefectura el 25 de juny de 1988 sota una base relativament fràgil, ja que encara havia de compartir el poder amb Bouterse al capdavant militar, nomenant igualment a Henck Arron com a Primer Ministre. El 1989 es declarà l'amnistia amb els grups guerrillers, el que li valdria el seu suport militar. El 24 de desembre de 1990 Bouterse amb un altre grup de militars pren el poder i destitueix Shankar. Fou restituïda la Junta Militar de Govern, que ràpidament lliurà el poder a Johan Kraag, president de l'assemblea.
Les eleccions anticipades del 25 de maig de 1991 li donaren un clar triomf al líder del NPS Ronald Venetiaan, llavors líder d'una coalició multiètnica. El seu govern va reduir el protagonisme de les forces armades en la vida política del país i el 1992 es va obrir un procés de pacificació amb els grups guerrillers integrant-se en partits polítics. Les eleccions de 1996 van donar un triomf amb majoria simple a Venetiaan, no obstant això, el Consell Electoral de les Regions va cridar a un recompte de vots, donant-se aquesta vegada la victòria al Boutersista Jules Wijdenbosch del  NDP.
El 1997 Bouterse fou portat a judici en els Països Baixos per actes de narcotràfic i assassinat pels fets de 1982. El 1999 el malestar social per la greu crisi econòmica i la hiperinflació va motivar a successives protestes a la capital dirigida pels líders sindicals. Al Juny la major vaga general va cridar a una aturada indefinida per pressionar al govern, a l'octubre el parlament va destituir tot el gabinet executiu de Wijdenbosch i va convocar eleccions anticipades el maig de l'any 2000, resultant electe aquesta vegada Venetiaan.
Les noves mesures d'austeritat econòmica, entre elles la devaluació del florí en un 90% i el recanvi de l'antiga moneda pel dòlar, va aconseguir reduir la inflació i va fomentar el creixement econòmic. Aquests resultats econòmics van encoratjar la reelecció de Venetiaan al maig de l'any 2005. No obstant això, el desgast del govern i les promeses incomplertes van ser suficients per fer guanyador a Bouterse en les eleccions de l'any 2010 amb el suport del seu antic enemic, Ronnie Brunswijk i el d'una gran coalició opositora, eludint la sentència judicial per l'assassinat d'opositors el 1982.